# Gino Cortelazzo
Gino Cortelazzo (Este, 31 ottobre 1927 – Este, 6 novembre 1985) è stato uno scultore italiano.

## Biografia
Gino Cortelazzo nasce ad Este (Padova) nel 1927. Dopo varie esperienze lavorative anche in Sud America, riesce a superare gli ostacoli che gli impediscono di dedicarsi completamente alla scultura e si diploma all'Accademia di belle arti di Bologna con Umberto Mastroianni.
Nel 1970 gli viene affidata la cattedra di scultura all'Accademia di belle arti di Ravenna, diretta da Raffaele De Grada e trova come colleghi per gli insegnamenti di arti applicate, pittura, incisione e storia dell'arte Giò Pomodoro, Luca Crippa, Tono Zancanaro e Massimo Carrà.
Negli anni ‘70 a Milano incontra il mondo dell'alta moda. Biki, Baratta, Soldano gli commissionano dei gioielli (pezzi unici) per le sfilate. Conosce Dino Buzzati e Davide Lajolo, con il quale rimarrà sempre legato da profonda amicizia. Incontra Gianni Berengo Gardin ed Enrico Cattaneo che fotograferanno la sua opera.
Nel 1975 a Roma incontra Giulio Carlo Argan che lo presenta in una serie di mostre in Germania ed Austria: Cortelazzo inizia un percorso espositivo che lo porta in Europa e in America Latina.
Nel 1980 inaugura la casa-studio di Este, luogo d'incontro per artisti e critici quali il Maestro Riccardo Muti, Palma Bucarelli e Giuseppe Mazzariol con il quale instaura un sodalizio che per Cortelazzo sarà fondamentale.
Muore inaspettatamente il 6 novembre 1985.